# دون هال
دون هال هو لاعب هوكي الجليد كندي، ولد في 2 أبريل 1930 في تورونتو في كندا، وتوفي في 24 ديسمبر 2017.